# Parafia Ewangelicko-Augsburska w Lędzinach
Parafia Ewangelicko-Augsburska w Lędzinach – parafia Kościoła Ewangelicko-Augsburskiego w RP, znajdująca się w Lędzinach, w dzielnicy Hołdunów. Parafia należy do diecezji katowickiej.

## Historia
Kalwinizm do Hołdunowa dotarł w 1770, kiedy to osiedlili się tutaj ewangelicko-reformowani niemieccy koloniści z Kóz, które opuścili ze względu na represje religijne ze strony miejscowego dziedzica. Wybudowali oni w Hołdunowie (niem. Anhalt) w 1778 (lub 1779) dom parafialny, w którym pomieszczono kaplicę do nabożeństw, szkołę oraz mieszkania dla pastora i nauczyciela.
Parafia została założona w 1770, jako jedna z pierwszych po okresie kontrreformacji na Górnym Śląsku, obejmując licznych ewangelików na całym tym terenie, którzy z czasem wyodrębniali własne parafie. W 1817 powstał Ewangelicki Kościół Unii Staropruskiej, a hołdunowska parafia kalwińska przyjęła do swego grona 8 rodzin luterańskich. Pod koniec XIX wieku parafia z reformowanej pod wpływem luterańskiego otoczenia przekształciła się w parafię luterańską.
W 1902 poświęcono kościół Św. Trójcy. W okresie międzywojennym parafia należała do Ewangelickiego Kościoła Unijnego na polskim Górnym Śląsku. W 1933 Hołdunów był jedną z jedynie czterech gmin na obszarze działania tegoż Kościoła gdzie ewangelicy stanowili większość mieszkańców (70,6% mieszkańców; więcej, 71,6% miała sąsiednia gmina Gać, założona wcześniej przez mieszkańców Hołdunowa).
Po II wojnie światowej, w 1947 kościół został przejęty przez katolików, i odtąd ewangelicy znowu odprawiali nabożeństwa w domu parafialnym. Dopiero w 1981, po wieloletnich staraniach, udało się uzyskać zgodę na budowę nowego kościoła. Został on poświęcony w 1986, zachowując pierwotne wezwanie.
W 1952 pod patronatem proboszcza parafii Ewangelicko-Augsburskiej w Szopienicach powołano, istniejący do dzisiaj, tzw. parafialny ośrodek szopienicki, w skład którego weszła m.in. parafia w Hołdunowie, formalnie jednak zachowując swą autonomiczność.
W 1993 parafia skupiała około 100 wiernych.
Na cmentarzu ewangelickim w Hołdunowie spoczywa Johann Christian Ruberg – światowej sławy mistrz hutniczy, wynalazca metody wytapiania cynku zwanej powszechnie „śląską”.

## Kościół
Pierwotny kościół zbudowany w stylu neogotyckim, został poświęcony w 1902. Jednak po II wojnie światowej w wyniku decyzji administracyjnych kościół w 1947 musiał zostać przekazany parafii rzymskokatolickiej – wraz z kościołami ewangelickimi w Bytomiu i Siemianowicach Śląskich, co było warunkiem odzyskania przez ewangelików kościoła Zmartwychwstania Pańskiego w Katowicach. Odtąd nabożeństwa odbywały się w salce w budynku naprzeciwko plebanii. W 1955 kościół został zamknięty z powodu szkód górniczych, po czym rozebrany. 
W 1981, po wieloletnich staraniach, ewangelikom udało się uzyskać zgodę na budowę nowego kościoła. Został on poświęcony w 1986, zachowując pierwotne wezwanie. Autorem projektu kościoła był architekt Adam Lisik. Kościół posiada w nawie głównej miejsca siedzące dla 150 osób, oraz 60 miejsc na chórze. Powierzchnia użytkowa kościoła liczy 350 m², w tym salka katechetyczna i zaplecze gospodarcze.